# Wuppertal-Barmen
Wuppertal-Barmen – stacja kolejowa w Wuppertalu, w dzielnicy Barmen, w kraju związkowym Nadrenia Północna-Westfalia, w Niemczech. Stacja posiada 2 perony.